# Aberaeron
Aberaeron (del galés Aberaeron, que significa boca del río Aeron, que deriva del galés medio, masacre, que dio nombre a Aeron, dios galés de la guerra) es una ciudad balneario en el condado de Ceredigion en Gales. Tiene una costa an la Bahía de Cardigan. El pueblo fue construido en 1805 en el estuario del río Aeron. Lleva el nombre de Aeron, una diosa antigua de guerra. Se encuentra entre Aberystwyth y Cardigan y en la actualidad la localidad tiene una población de 1500 habitantes.

## Historia
La actual ciudad fue planeada y desarrollada a partir de 1805 por el reverendo Alban Thomas Jones Gwynne. El puerto se construyó apoyándose en la industria de la construcción naval en el siglo xix. Un grupo de casas de obreros y una escuela fueron construidas en el lado norte de la bahía. Los buques de vapor siguieron visitando el puerto hasta la década de 1920, pero, en los últimos años, se convirtió en un pequeño puerto para las embarcaciones de recreo. El estuario también está atravesado por un puente peatonal de madera.
La artesanía fue una parte importante de la vida de la localidad. La información registrada en los directorios comerciales muestra que en 1830, aunque todavía no se había desarrollado plenamente como puerto, había en Aberaeron un fabricante de lana, un zapatero, un panadero, un molino de maíz, un herrero y fabricante de pala, dos carpinteros de ribera y un fabricante de sombreros.
A finales de la década de 1890, un teleférico alimentado a mano, el Aeron Express fue construido para transportar a los trabajadores a través del puerto cuando el puente fue derribado por las inundaciones. La estructura fue recreada en la década de 1980 como una atracción turística que se prolongó hasta el final del verano de 1994.
La arquitectura de Aberaeron es inusual en esta parte rural de Gales, está construido alrededor de una plaza principal de elegantes edificios de estilo Regencia agrupados alrededor del puerto. Fue una obra de Edward Haycock, un arquitecto de Shrewsbury. Algunos edificios de esta zona fueron de suficiente interés como para mostrarse en algunos de los sellos postales británicos.

## Castell Cadwgan
Castell Cadwgan fue una fortificación ringwork del siglo xii alrededor de una estructura de madera. Se encuentra junto a la orilla en Aberaeron pero ha sido durante mucho tiempo amenazada por el mar. En la actualidad quedan pocos restos aparte de algunos montículos de tierra, la gran parte de los restos han sido ya erosionadas.
En Gales ilustrada en una serie de vistas de Henry Gastineau, publicado en 1810, se afirma:
| Cerca de la ciudad se conservan algunos restos de una antigua fortaleza llamada Castell Cadwgan, se cree que fue erigida por el rey Cadwgan, hacia el año 1148 —Henry Gastineau |

En un diccionario topográfico de Gales, publicado en 1833, Samuel Lewis escribió:
| En la orilla del mar, cerca de lal localidad, hay un campamento circular llamado Castell Cadwgan y se supone que fue construido por Cadwgan ab Bleddyn, sobre 1148. —Samuel Lewis |

Sin embargo, Cadwgan es recordado por haber sido asesinado en 1111.

## Gobierno local
Aberaeron es un relativo nuevo asentamiento y carecía de estado de la ciudad al igual que otros pueblos de la comarca. En 1894, sin embargo, la ciudad alcanzó el estatus de un distrito urbano que se mantuvo hasta la reorganización del gobierno local en 1974.
El primer representante en el Consejo del Condado de Cardiganshire de 1889 fue John Morgan Howell, quien se convirtió en una figura prominente en la vida política de la provincia. Tras su elección en enero de 1889, se encendieron hogueras para celebrar su victoria.

## Situación y características
Aberaeron está situado entre Cardigan y Aberystwyth en la carretera A487, en un cruce con la A482 que conduce al sureste de la ciudad universitaria de Lampeter.
El litoral está formado por playas de tormenta, generalmente escarpadas de guijarros, a pesar de fina arena es visible en los niveles bajos de marea. la playa sur de Aberaeron fue galardonada con el premio de bandera azul en 2005. En esta zona se encuentra el hotel Harbourmaster.
El clima de Aberaeron es suave y templado, en gran parte condicionada por la proximidad del mar relativamente poco profundo. Sin embargo, Aberaeron puede sufrir heladas ocasionales de invierno cuando el aire frío desciende el valle Aeron desde las partes altas de Ceredigion.
La ciudad se caracteriza por la venta de la miel, helados de miel y, más recientemente, de mostaza y miel.
El 70% de los habitantes de Aberaeron son capaces de hablar galés, según el censo de 2001.
Una estatua de tamaño natural de un semental de la mazorca galés fue donado a la ciudad en 2005 por el Festival de Aberaeron. Fue creado por el escultor David Mayer.
Un carnaval anual se lleva a cabo un lunes festivo en agosto. Una colorida procesión de carrozas y una reina de carnaval se mueve desde el muelle de la Plaza de Alban.

## Transporte público
Un servicio regular de autobús desde la ciudad de Aberystwyth, Lampeter y Carmarthen, con varios diarios a través de servicios a Swansea, Bridgend y Cardiff. Otro servicio conecta con New Quay, Aberporth y Cardigan de lunes a sábado.
El servicio de trenes de la antigua estación de ferrocarril de Aberayron se cerró a los pasajeros en el año 1951 y de mercancías en 1965.

## Galería

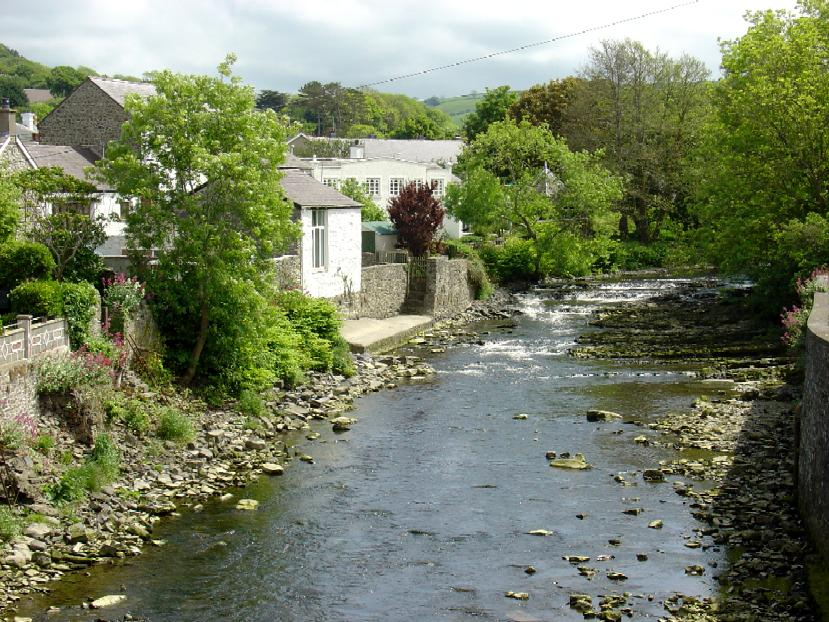
Río Aeron
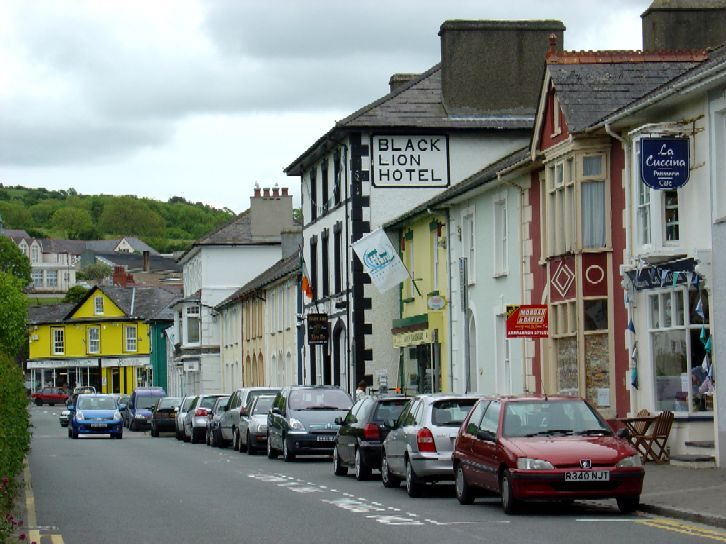
Hotel Black Lion en la calle Alban
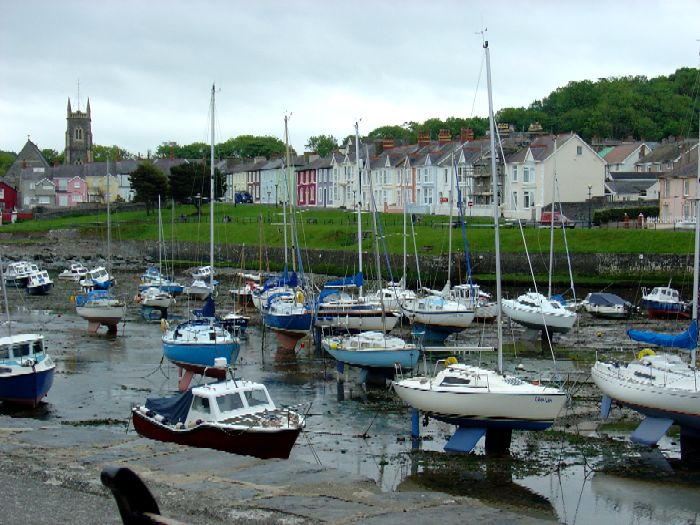
Harbour en marea baja
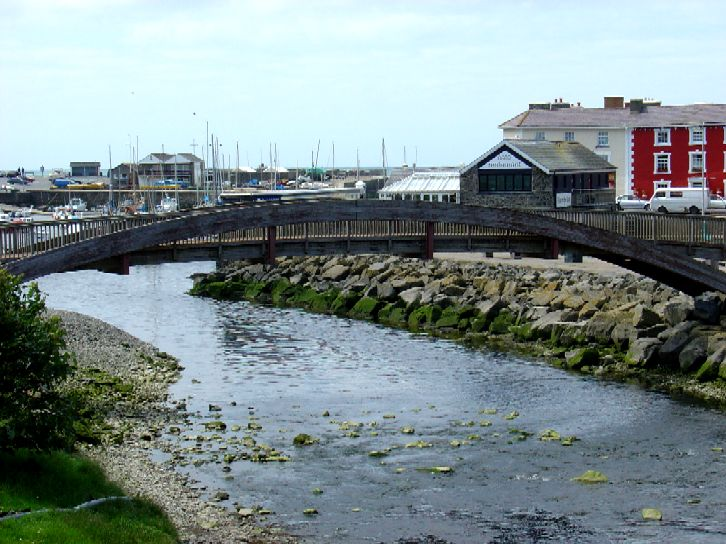
Puente sobre el Aeron
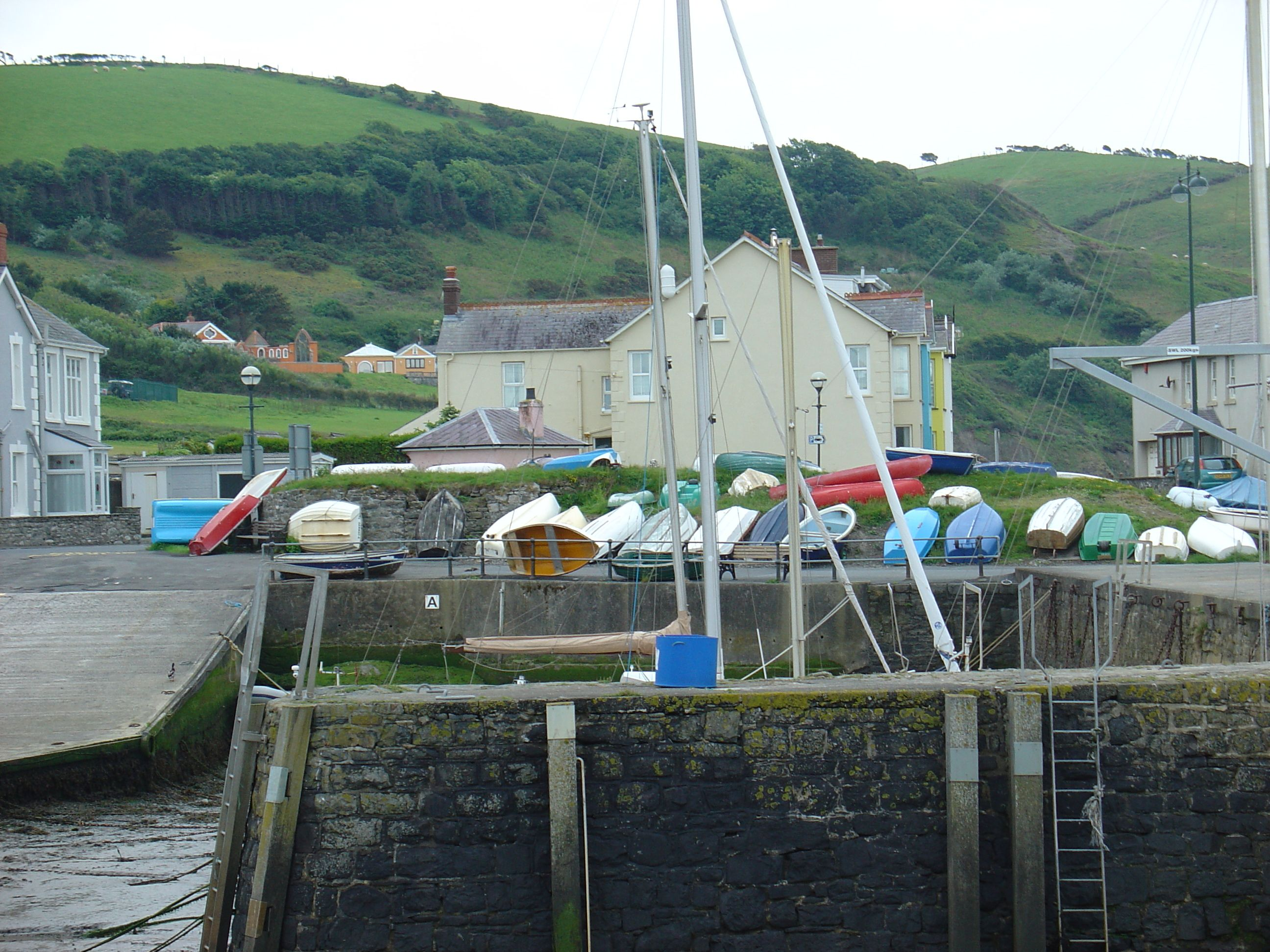
Harbour y colinas
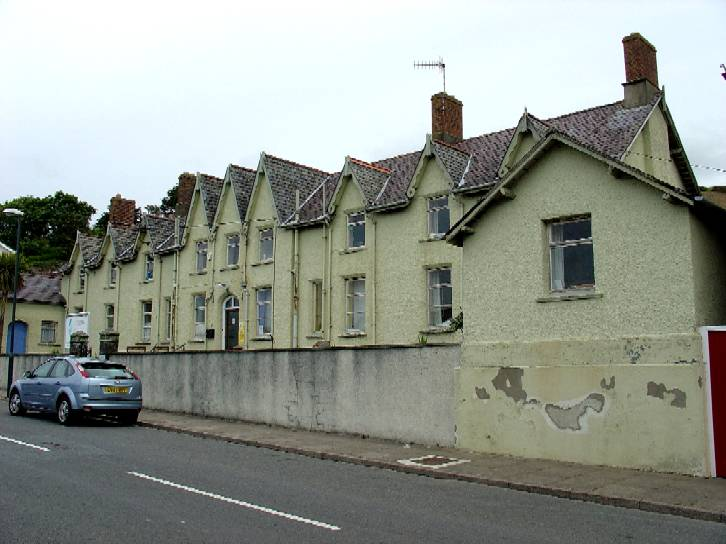
Antigua fábrica
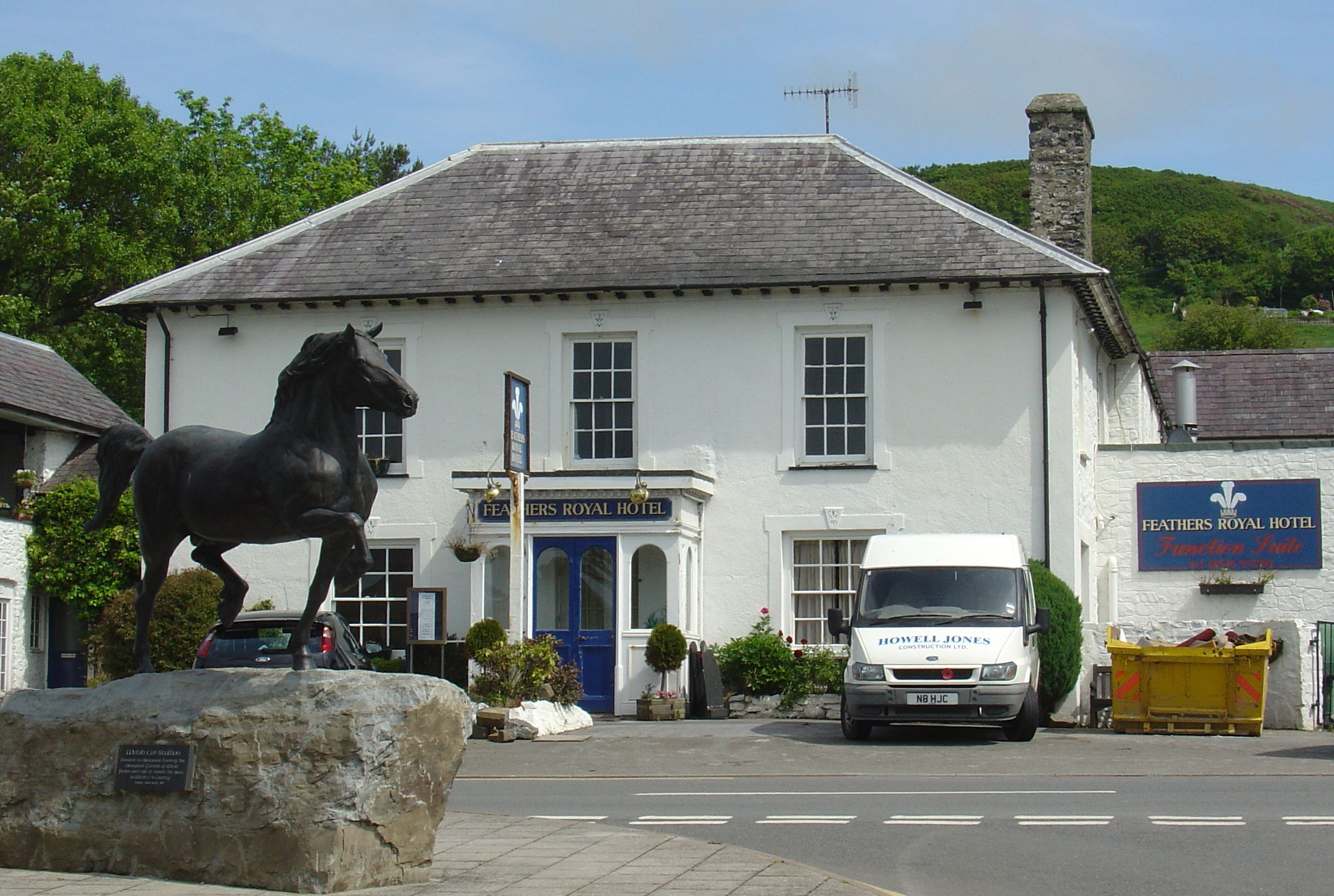
Hotel Feathers Royal (antigua posada)
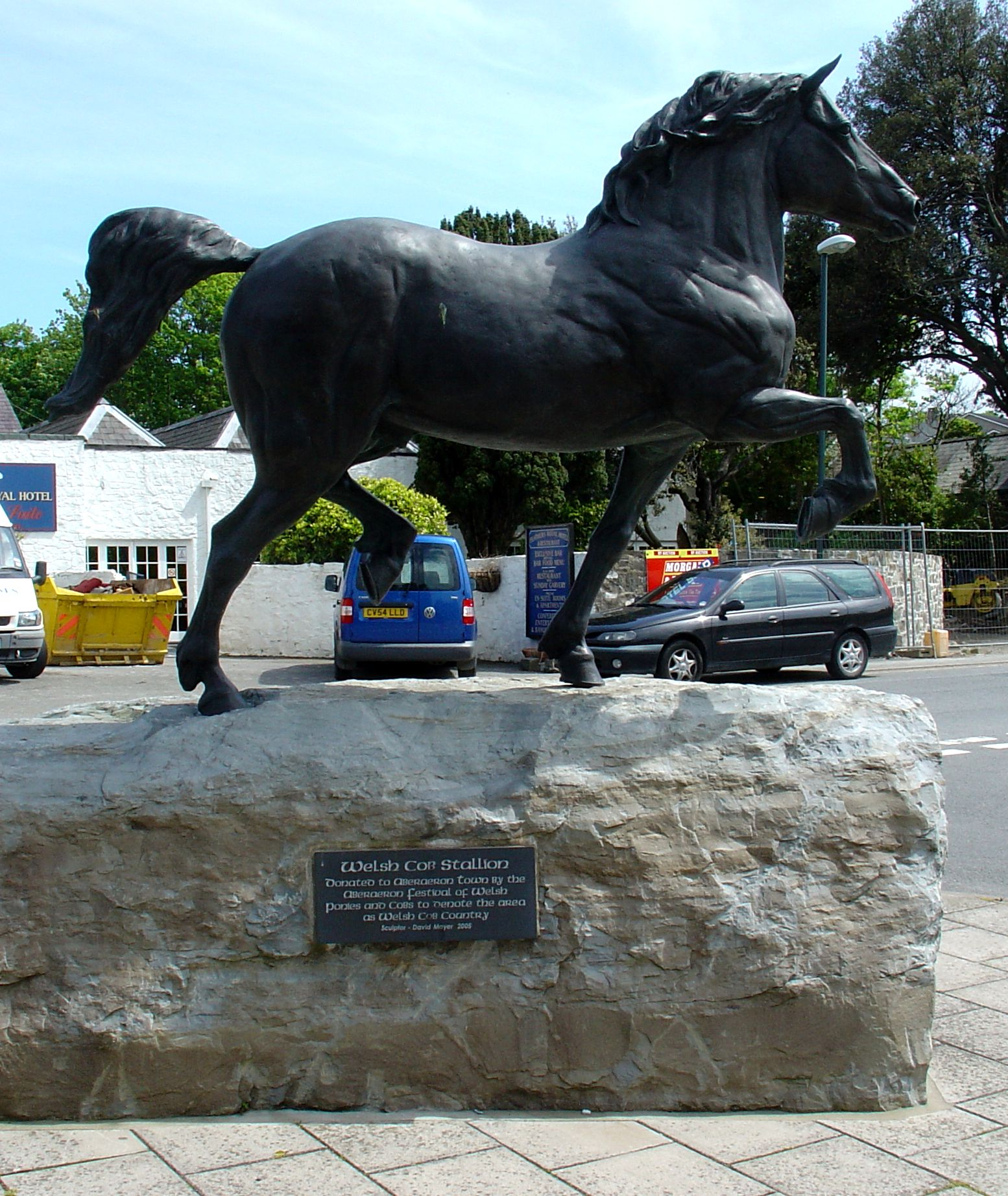
estatua Welsh cob
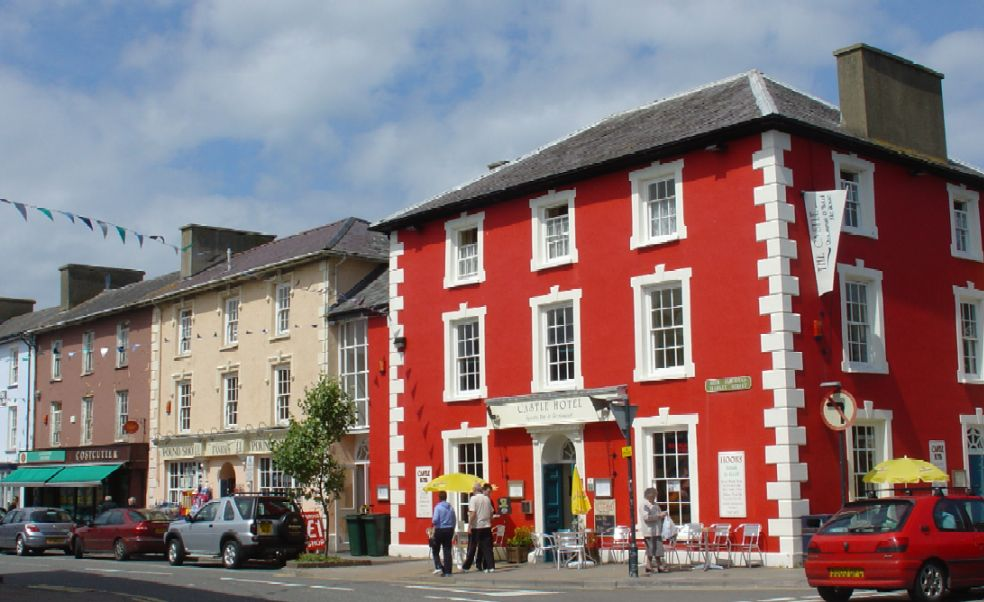
Hotel Castle y calle Market
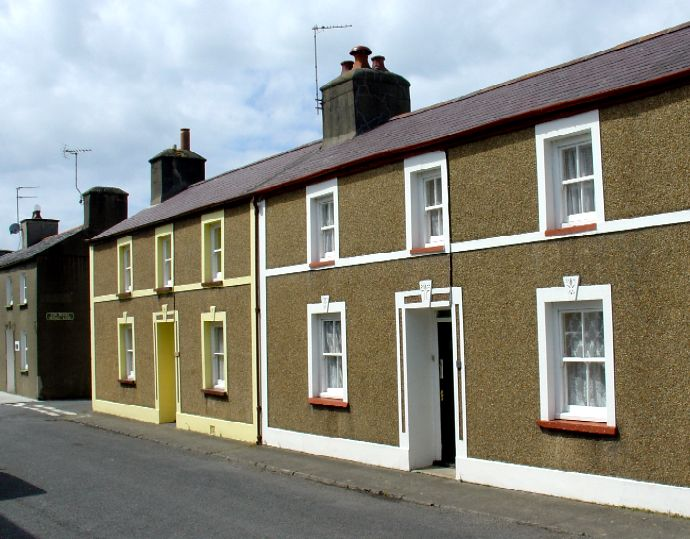
Casas georginas
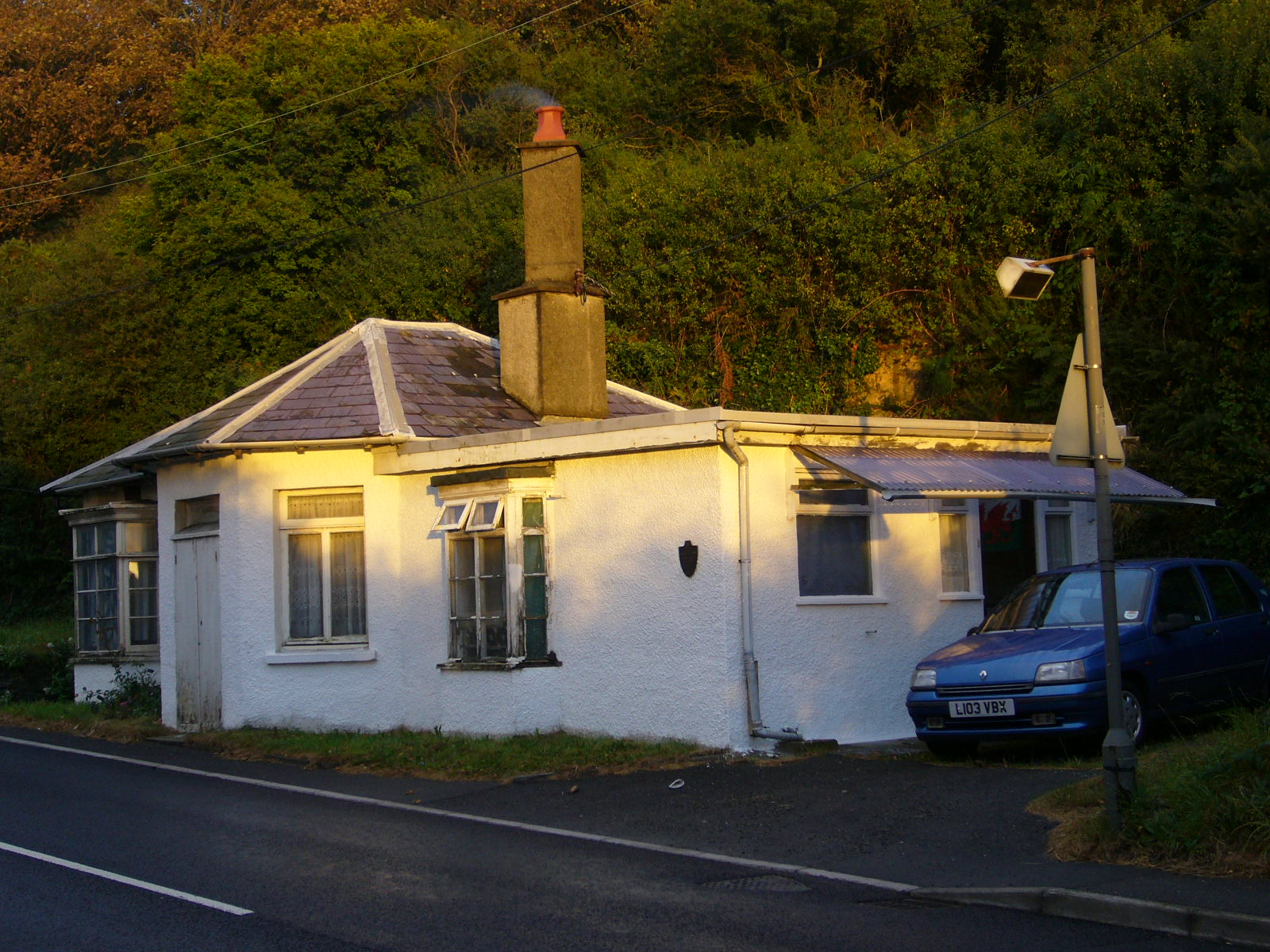
Casa Northgate Toll, c. 1785
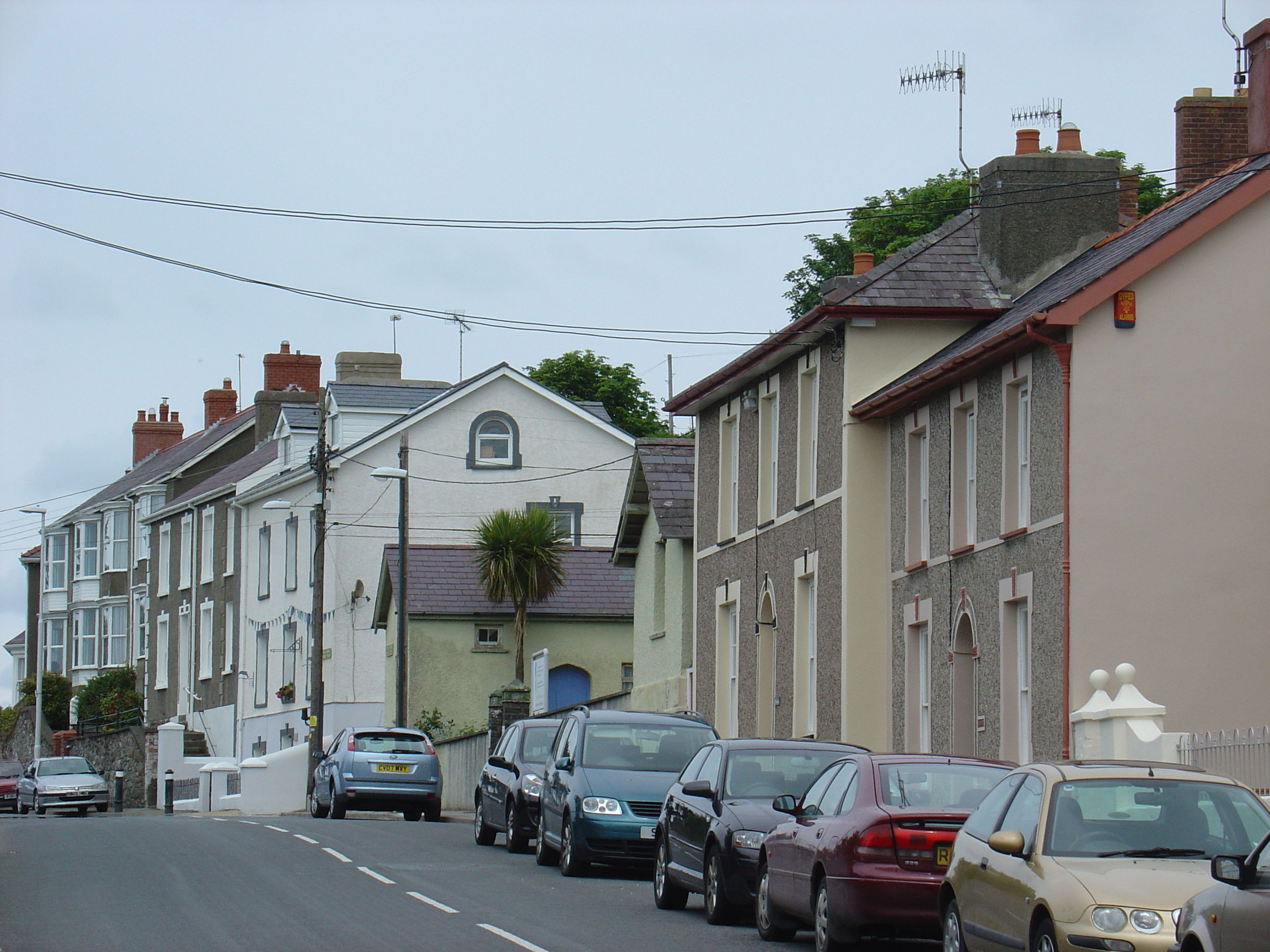
Avenida Príncipe